# Hideya Okamoto
Hideya Okamoto (Osaka, 18 mei 1987) is een Japans voetballer.

## Carrière
Hideya Okamoto speelde tussen 2006 en 2011 voor Gamba Osaka en Avispa Fukuoka. Hij tekende in 2012 bij Kashima Antlers.